# Henri Couillaud
Henri Couillaud est un tromboniste français, né le 9 décembre 1878 à Bourg-la-Reine et mort en février 1955.
Il a été soliste à l'Opéra de Paris, à la Société des concerts du Conservatoire et à la Garde républicaine. Il a écrit des études pour trombone qui avait pour objectif de donner aux élèves une forte technicité.
Il a été professeur de trombone au Conservatoire de Paris de 1925 à 1948 avec André Lafosse comme professeur assistant. Il a succédé à Louis Allard.
La méthode de Couillaud (1946) insiste sur le rôle de l’air dans le processus de l’émission. Couillaud favorise des mouvements de coulisse plus concis en utilisant en priorité les premières positions de l'instrument, une technique qui ouvre aux musiques jazz et de variétés.